# دیوید فورمن
دیوید فورمن (انگلیسی: David Foreman; ۱۸ اکتبر ۱۹۴۶ – ۱۹ سپتامبر ۲۰۲۲) فیلم‌بردار، و طرفدار محیط زیست اهل ایالات متحده آمریکا بود.
وی همچنین برندهٔ جوایزی همچون پیشاهنگی عقاب (پسران پیشاهنگ آمریکا) شده‌است.